# Хюттенберг (Гессен)
Хюттенберг (нем. Hüttenberg (Hessen)) — община в Германии, в земле Гессен. Подчиняется административному округу Гиссен. Входит в состав района Лан-Дилль.  Население составляет 10 635 человек (на 31 декабря 2010 года). Занимает площадь 40,74 км².